# Polskie Towarzystwo Leczenia Ran
Polskie Towarzystwo Leczenia Ran – stowarzyszenie, powstałe w 2004 roku z inicjatywy prof. dra hab. med. Zbigniewa Rybaka, z siedzibą w Warszawie, wpisane do rejestru stowarzyszeń Krajowego Rejestru Sądowego pod pozycją 0000158561. Członek Europejskiego Towarzystwa Leczenia Ran.
Stowarzyszenie w swojej działalności skupia się na problematyce leczenia i opieki nad pacjentami z ranami niegojącymi się. Polskie Towarzystwo Leczenia Ran prowadzi działalność edukacyjną wśród środowiska medycznego, realizując programy szkolenia lekarzy i pielęgniarek, oraz lobbingową na rzecz branży farmaceutycznej i sprzętowej produkującej opatrunki specjalistyczne.
Członkami stowarzyszenia są pielęgniarki i lekarze wielu specjalności, w codziennej praktyce spotykający się z zagadnieniami leczenia i opieki nad ranami mającymi przyczynę wśród takich schorzeń jak owrzodzenia podudzi oraz odleżyny.
Polskie Towarzystwo Leczenia Ran jest właścicielem kwartalnika „Leczenie Ran”, który jest elementem działalności dydaktycznej stowarzyszenia oraz platformą interdyscyplinarnej wymiany poglądów i dyskusji naukowej toczonej wokół problematyki leczenia ran. Kwartalnik ukazuje się od chwili powołania stowarzyszenia w 2004 roku, a jego wydawcą od 2010 roku jest wydawnictwo Evereth Publishing. W latach 2004–2010 „Leczenie Ran” wydawane było w wersji drukowanej oraz pełnotekstowej wersji elektronicznej przez wydawnictwo Blackhorse Scientific z siedzibą w Warszawie. Redaktorami Naczelnymi czasopisma byli odpowiednio: dr n. med. Mariusz Kózka (pełnił funkcję do 2006 roku), prof. dr hab. med. Andrzej Cencora (pełniący funkcję do 2008 roku), dr hab. med. Grzegorz Oszkinis prof. UM. Redaktorem Honorowym czasopisma w latach 2004–2010 był prof. dr hab. med. Zbigniew Rybak. Od roku 2010 Redaktorem Naczelnym jest prof. dr hab. med. Arkadiusz Jawień.  
W zarządzie stowarzyszenia zasiadają Arkadiusz Jawień (prezes, lekarz), Maciej Sopata (wiceprezes, lekarz), Maria T. Szewczyk (sekretarz, pielęgniarka), Irena Samson (skarbnik, pielęgniarka), Anna Chrapusta (członek zarządu, lekarz) oraz Marek Kucharzewski (członek zarządu, lekarz).